# Ukiangang
Ukiangang ist ein Ort mit einer Landfläche von 1,18 km² im nördlichen Teil des pazifischen Archipels der zum Inselstaat Kiribati gehörenden Gilbertinseln nahe dem Äquator. 2020 wurden 654 Einwohner gezählt.

## Geographie
Ukiangang ist der südlichste Ort des Atolls Butaritari in der Nähe der Südwestspitze Ukiangang Point. Er ist durch eine Straße mit dem nordöstlich gelegenen Ort Onomaru verbunden.

## Geschichte
Im Pazifikkrieg wurde das Atoll sofort nach Kriegsbeginn am 10. Dezember 1941 von japanischen Truppen besetzt, die versuchten, die Bevölkerung von der britischen Kolonialmacht zu „befreien“ und eine Selbstverwaltung der Einwohner unter japanischer Herrschaft einzurichten, was allerdings auf starke Ablehnung stieß. Das Atoll sollte sodann eines der Primärziele des amerikanischen Vorstoßes 1942 in den Zentralpazifik werden. Die Marine Raiders, eine Eliteeinheit des US Marine Corps, nahmen das Atoll mit 220 Mann am 17. August 1942 ein. Von den 70 stationierten Japanern fiel die Hälfte. Da die US-Truppen aber gleich am folgenden Tag wieder abzogen, gelang es den Japanern, im Laufe des Jahres 1943 die kompletten Gilbertinseln wieder zu besetzen und auf „Makin“ (damaliger Name der Amerikaner für das Atoll Butaritari) eine Basis für Wasserflugzeuge aufzubauen. Vom 20. bis zum 24. November 1943 landeten Teile der 27. US-Infanteriedivision in der Schlacht um Makin, die Teil der Operation Galvanic war, auf Butaritari und besiegten die Japaner dort. Der Hauptlandeort lag dabei in der Nähe von Ukiangang (Flink Point). Im Februar 1944 wurde das Atoll als Ausgangspunkt zusammen mit den Luftwaffenstützpunkten auf Abemama und Tarawa für die Angriffe auf die Marshallinseln genutzt.

## Klima
Das Klima ist tropisch heiß, wird jedoch von ständig wehenden Winden gemäßigt. Ebenso wie die anderen Orte der nördlichen Gilbertinseln wird Ukiangang gelegentlich von Zyklonen heimgesucht.